# Championnats d'Europe de tennis de table 1970
Navigation
Édition précédente Édition suivante
Les championnats d'Europe de tennis de table 1970, septième édition des championnats d'Europe de tennis de table, ont lieu en avril 1970 à Moscou, en Union soviétique.
Le titre messieurs est remporté par le suédois Hans Alsér.